# Wall (South Dakota)
Wall (Lakota Makȟóšiča Aglágla Otȟuŋwahe) ist eine Town im Pennington County, South Dakota in den Vereinigten Staaten. Das U.S. Census Bureau hat bei der Volkszählung 2020 eine Einwohnerzahl von 699 ermittelt.
Der Ort liegt ca. 10 km nördlich des Badlands-Nationalparks an der Teilung der U.S. Highway 14 von der Interstate 90.